# Anatoli Petrowitsch Bugorski
Anatoli Petrowitsch Bugorski (russisch Анатолий Петрович Бугорский, englische Transkription Anatoly Petrovich Bugorsky; * 25. Juni 1942) ist ein russischer Wissenschaftler, der 1978 von einem Strahl eines Teilchenbeschleunigers getroffen wurde.

## Unfall
Als Forscher des Institut für Hochenergiephysik in Protwino arbeitete Bugorski mit dem größten sowjetischen Teilchenbeschleuniger, dem U-70 Synchrotron.
Am 13. Juli 1978 wollte Bugorski ein fehlerhaftes Element überprüfen, doch die Sicherheitsvorkehrungen, die weniger streng ausgelegt waren als am CERN, schlugen fehl. Bugorski beugte sich, um das Element zu kontrollieren, und steckte seinen Kopf in den Weg des 76-GeV-Protonenstrahls. Er sah einen Strahl, der „heller als tausend Sonnen“ gewesen sei, verspürte jedoch keinen Schmerz.

## Folgen
Die linke Gesichtshälfte Bugorskis schwoll an und die Haut schuppte sich die Tage darauf an den Stellen ab, wo ihn der Protonenstrahl durch Knochen und dem Gewebe darunter getroffen hat. Da man dachte, Bugorski hätte eine tödliche Dosis der Strahlung erhalten, wurde er in eine Moskauer Klinik gebracht, wo die Ärzte sein Ableben beobachten wollten. Wider Erwarten überlebte Bugorski und konnte seine Promotion abschließen. Seine intellektuellen Fähigkeiten wurden nicht beeinträchtigt, jedoch ermüdete er schneller. Die linke Gesichtshälfte blieb gelähmt und er verlor auf dem linken Ohr sein Hörvermögen. Seit dem Zwischenfall erleidet er gelegentlich Petit-Mal- und mindestens sechs Grand-Mal-Anfälle. Bugorski wurde in den Jahren nach seinem Unfall intensiv untersucht und es wurden mehrere Dissertationen über seinen Fall verfasst. Er setzte seine wissenschaftliche Arbeit fort und war (Stand 1998) als Koordinator von Teilchenstrahlexperimenten am Beschleuniger in Protwino tätig.

## Privatleben
Bugorski ist verheiratet mit Wera Nikolajewna; gemeinsam haben sie einen Sohn.